# Lista över Ulf Ohlssons större segrar
Lista över Ulf Ohlssons större segrar som travkusk och/eller travtränare.

## Grupp 1-lopp
| År   | Lopp                           | Häst               | Tränare          | Vinstbelopp   |
| ---- | ------------------------------ | ------------------ | ---------------- | ------------- |
| 2009 | E3-final (långa), ston         | My Love Di Quattro | Petri Salmela    | 600 000 SEK   |
| 2011 | E3-final (korta), h/v          | Labero Broline     | Svante Båth      | 800 000 SEK   |
| 2011 | Norrbottens Stora Pris         | Yarrah Boko        | Trond Anderssen  | 750 000 SEK   |
| 2013 | Sprintermästaren               | Quid Pro Quo       | Svante Båth      | 870 000 SEK   |
| 2013 | Svenskt Trav-Kriterium         | Rokkakudo          | Anna Forssell    | 4 000 000 SEK |
| 2014 | Ulf Thoresens Minneslopp       | Fire To The Rain   | Reijo Liljendahl | 535 100 SEK   |
| 2014 | Europeiskt championat för ston | Canaka B.F.        | Reijo Liljendahl | 650 000 SEK   |
| 2015 | International Trot             | Papagayo E.        | Jan K. Waaler    | 500 000 USD   |
| 2016 | Breeders' Crown, 3-åriga h/v   | Grant Boko         | Reijo Liljendahl | 1 600 000 SEK |
| 2016 | Breeders' Crown, 3-åriga ston  | Unica Gio          | Reijo Liljendahl | 550 000 SEK   |
| 2017 | Finlandialoppet                | D.D.'s Hitman      | Petri Puro       | 110 000 EUR   |
| 2017 | E3-final (korta), h/v          | Capitol Hill       | Svante Båth      | 925 000 SEK   |
| 2017 | Norskt Trav-Kriterium          | Hard Times         | Ola Åsebö        | 750 000 NOK   |
| 2018 | Jubileumspokalen               | Makethemark        | Petri Salmela    | 1 000 000 SEK |
| 2018 | Grosser Preis von Deutschland  | Hesiod             | Petri Salmela    | 75 000 EUR    |
| 2019 | St. Michel-loppet              | Makethemark        | Petri Salmela    | 70 000 EUR    |
| 2019 | Åby Stora Pris                 | Makethemark        | Petri Salmela    | 2 000 000 SEK |
| 2019 | Norrbottens Stora Pris         | Makethemark        | Petri Salmela    | 1 000 000 SEK |
| 2022 | Svenskt Trav-Oaks              | Bonneville W.I.    | Ulf Ohlsson      | 2 800 000 SEK |

## Grupp 2-lopp
| År   | Lopp                        | Häst               | Tränare            | Vinstbelopp |
| ---- | --------------------------- | ------------------ | ------------------ | ----------- |
| 2005 | Sweden Cup                  | Bellman Töll       | Ulf Ohlsson        | 600 000 SEK |
| 2007 | Norrlands Grand Prix        | Loy Lavec          | Svante Båth        | 250 000 SEK |
| 2011 | Treåringseliten             | Go Green Pellini   | Svante Båth        | 300 000 SEK |
| 2011 | Svenskt Mästerskap          | Yarrah Boko        | Trond Anderssen    | 600 000 SEK |
| 2012 | Norrlands Grand Prix        | Vincennes          | Sören Lennartsson  | 300 000 SEK |
| 2012 | Solvalla Grand Prix         | Vincennes          | Sören Lennartsson  | 500 000 SEK |
| 2013 | Norrlands Grand Prix        | Standout           | Stefan Melander    | 250 000 SEK |
| 2013 | Solvalla Grand Prix         | Digital Ink        | Stefan Melander    | 400 000 SEK |
| 2015 | Stosprintern                | Heaven's Door      | Reijo Liljendahl   | 558 000 SEK |
| 2016 | Treåringseliten             | Makethemark        | Petri Salmela      | 300 000 SEK |
| 2016 | Premio Going Kronos         | Unica Gio          | Reijo Liljendahl   | 550 000 SEK |
| 2018 | Axel Jensens Minneslopp     | Vainqueur R.P.     | Frode Hamre        | 300 000 NOK |
| 2018 | Solvalla Grand Prix         | Hard Times         | Ola Åsebö          | 400 000 SEK |
| 2018 | Gulddivisionens final, nov  | Nadal Broline      | Reijo Liljendahl   | 400 000 SEK |
| 2019 | Sto-SM                      | Global Upper Style | Peter Untersteiner | 500 000 SEK |
| 2019 | C.L. Müllers Memorial       | Velvet Gio         | Magnus Dahlén      | 400 000 SEK |
| 2020 | Gulddivisionens final, mars | Disco Volante      | Stefan Melander    | 300 000 SEK |
| 2021 | Gulddivisionens final, mars | Disco Volante      | Stefan Melander    | 300 000 SEK |

## Övrigt
| År   | Lopp                                  | Häst               | Tränare            | Vinstbelopp |
| ---- | ------------------------------------- | ------------------ | ------------------ | ----------- |
| 1990 | Klass I-final, feb                    | Song Key Jr        | Ulf Ohlsson        | 75 000 SEK  |
| 2005 | Gävle Stora Pris                      | Bellman Töll       | Ulf Ohlsson        | 150 000 SEK |
| 2005 | Bronsdivisionens final, juli          | Hot Tub            | Marcus Öhman       | 220 000 SEK |
| 2005 | Birger Bengtssons Minne               | Bellman Töll       | Ulf Ohlsson        | 150 000 SEK |
| 2005 | Silverdivisionens final, okt          | Hot Tub            | Marcus Öhman       | 250 000 SEK |
| 2008 | Klass II-final, juni                  | Dandie Palema      | Mats Bucht         | 200 000 SEK |
| 2009 | E.J:s Guldsko                         | S.J.'s Photocopy   | Catarina Lundström | 150 000 SEK |
| 2010 | Klass I-final, feb                    | Katjing            | Stig H. Johansson  | 200 000 SEK |
| 2010 | Klass I-final, okt                    | Nelle Pelle        | Timo Nurmos        | 200 000 SEK |
| 2010 | Vinterfavoriten                       | Go Green Pellini   | Svante Båth        | 200 000 SEK |
| 2011 | Bronsdivisionens final, aug           | El Sueco           | Kristina Wiik      | 220 000 SEK |
| 2011 | Silverdivisionens final, okt          | El Sueco           | Kristina Wiik      | 300 000 SEK |
| 2012 | Silverdivisionens final, aug          | True Advantage     | Stefan Melander    | 300 000 SEK |
| 2013 | Open Trot-Stayern                     | Ariel Boko         | Per Linderoth      | 100 000 SEK |
| 2013 | Bronsdivisionens final, nov           | Prey Frontline     | Petri Salmela      | 220 000 SEK |
| 2014 | Berth Johanssons Memorial             | Beer Summit        | Petri Salmela      | 200 000 SEK |
| 2014 | Bronsdivisionens final, juni          | Caramella B.F.     | Reijo Liljendahl   | 200 000 SEK |
| 2014 | Birger Bengtssons Minne               | Standout           | Stefan Melander    | 150 000 SEK |
| 2015 | Klass II-final, feb                   | Nadal Broline      | Reijo Liljendahl   | 200 000 SEK |
| 2015 | Klass I-final, maj                    | Ready For More     | Reijo Liljendahl   | 200 000 SEK |
| 2015 | Big Noon-pokalen                      | Romeus             | Daniel Redén       | 200 000 SEK |
| 2015 | Open Trot-Stayern                     | Narold Vox         | Krister Jakobsson  | 100 000 SEK |
| 2015 | Bronsdivisionens final, sept          | Nadal Broline      | Reijo Liljendahl   | 200 000 SEK |
| 2016 | Mälarpriset                           | Knows Nothing      | Reijo Liljendahl   | 75 000 SEK  |
| 2016 | Silverdivisionens final, juli         | Ready For More     | Reijo Liljendahl   | 220 000 SEK |
| 2016 | Diamantstoets final, juli             | Kiss Me Kate T.J.  | Patrik Jacobsson   | 200 000 SEK |
| 2016 | Silverdivisionens final, aug          | Nadal Broline      | Reijo Liljendahl   | 220 000 SEK |
| 2016 | Birger Bengtssons Minne               | Nadal Broline      | Reijo Liljendahl   | 150 000 SEK |
| 2016 | Klass II-final, sept                  | Ma Running         | Reijo Liljendahl   | 200 000 SEK |
| 2016 | Gunnar Nordins Lopp                   | Globalsatisfaction | Timo Nurmos        | 100 000 SEK |
| 2017 | Margaretas Tidiga Unghästserie, april | Policy of Truth    | Reijo Liljendahl   | 300 000 SEK |
| 2017 | Margaretas Tidiga Unghästserie, juni  | Dartagnan Sisu     | Mattias Djuse      | 300 000 SEK |
| 2017 | Gunnar Nordins Lopp                   | Disco Volante      | Stefan Melander    | 100 000 SEK |
| 2017 | Gösta Nordins Lopp                    | Food Money         | Thomas Jezek       | 100 000 SEK |
| 2018 | Klass I-final, april                  | Sir Q.C.           | Catarina Lundström | 250 000 SEK |
| 2018 | Algot Scotts Minne                    | Nadal Broline      | Reijo Liljendahl   | 200 000 SEK |
| 2018 | Open Trot-Stayern                     | Qahar Q.C.         | Catarina Lundström | 250 000 SEK |
| 2018 | Silverdivisionens final, aug          | Globalsatisfaction | Timo Nurmos        | 300 000 SEK |
| 2019 | Silverdivisionens final, sept         | Milliondollarrhyme | Fredrik B. Larsson | 300 000 SEK |
| 2019 | Bronsdivisionens final, nov           | Pascha Tilly       | Jari Kinnunen      | 250 000 SEK |
| 2019 | Klass II-final, nov                   | Ibra Boko          | Kim Pedersen       | 250 000 SEK |
| 2022 | Färjestads Jubileumslopp              | Disco Volante      | Stefan Melander    | 150 000 SEK |

## Kallblod
| År   | Lopp                       | Häst           | Tränare           | Vinstbelopp |
| ---- | -------------------------- | -------------- | ----------------- | ----------- |
| 2005 | Steggbest Minne            | Karlängs Elden | Anders Nilsson    | 110 000 SEK |
| 2006 | Steggbest Minne            | Elias          | Ulf Ohlsson       | 110 000 SEK |
| 2007 | Svenskt Kallblodsderby     | Stjerne Faks   | Jan-Olov Persson  | 300 000 SEK |
| 2008 | Steggbest Minne            | Love           | Ulf Ohlsson       | 110 000 SEK |
| 2009 | Vårbjörken                 | Love           | Ulf Ohlsson       | 110 000 SEK |
| 2010 | Svenskt Mästerskap         | Hallsta Lotus  | Jan-Olov Persson  | 250 000 SEK |
| 2010 | Steggbest Minne            | Hallsta Lotus  | Jan-Olov Persson  | 200 000 SEK |
| 2010 | Elitkampen                 | Hallsta Lotus  | Jan-Olov Persson  | 200 000 SEK |
| 2011 | Vårbjörken                 | Hallsta Lotus  | Jan-Olov Persson  | 100 000 SEK |
| 2011 | Svenskt Mästerskap         | Hallsta Lotus  | Jan-Olov Persson  | 250 000 SEK |
| 2012 | Vårbjörken                 | Hallsta Lotus  | Jan-Olov Persson  | 100 000 SEK |
| 2012 | Elitkampen                 | Hallsta Lotus  | Jan-Olov Persson  | 300 000 SEK |
| 2013 | Steggbest Minne            | Hallsta Lotus  | Jan-Olov Persson  | 150 000 SEK |
| 2013 | Vårbjörken                 | Hallsta Lotus  | Jan-Olov Persson  | 100 000 SEK |
| 2016 | Vårbjörken                 | Tekno Odin     | Öystein Tjomsland | 100 000 SEK |
| 2017 | Steggbest Minne            | Lome Brage     | Öystein Tjomsland | 150 000 SEK |
| 2017 | Svenskt Kallblodskriterium | Tekno Eld      | Jan-Olov Persson  | 600 000 SEK |
| 2018 | Norskt Kallblodskriterium  | Eld Rask       | Jan-Olov Persson  | 500 000 NOK |
| 2018 | Norskt Kallblodsderby      | Tekno Eld      | Jan-Olov Persson  | 750 000 NOK |